# 名古屋テレビ塔
名古屋テレビ塔（なごやテレビとう）は、愛知県名古屋市中区栄の久屋大通公園にある高さ180.0メートルの塔。名古屋テレビ塔株式会社が保有・運営する。国の重要文化財に指定されている。毎日、日没から22時までの間ライトアップされ、夜の名古屋を美しく彩っている。
施設命名権（ネーミングライツ）の売却により、2021年5月1日から呼称を「中部電力 MIRAI TOWER」（ちゅうぶでんりょくミライタワー）としている。
1954年（昭和29年）に開業し、日本で最初に完成した集約電波塔である。ただし2016年（平成28年）以降は放送波の送信を行っていない（後述）。

## 概要
この電波塔は1953年（昭和28年）9月19日、当時の町名であった栄町付近で着工された。現在建っている土地は当時の名古屋市助役だった田淵寿郎によって、復興のシンボルになるという理由で有償貸与されている。専門分野ごとで7社もの会社が担当し、昼夜を通して工事が行われただけでなく、建設許可の際、将来「塔の直下に地下鉄を通す」ことを条件に建設が進められたため、4つの脚はわずか深さ6メートル程までしか埋め込まれておらず、将来行われる直下での地下鉄工事に備えるために4本の脚を鉄筋コンクリートのアーチで結合して固め、重心を下げる「だるま式構造」と呼ばれる工事も行われている。
1954年（昭和29年）6月19日竣工。翌20日に開業し、電波の発射を開始した。設計者は内藤多仲。名駅地区を中心に超高層ビルが乱立する中でも、通称「名古屋のテレビ塔」「栄のテレビ塔」また単に「テレビ塔」とも呼ばれ、名古屋市中心部のシンボルとして親しまれている。
テレビ塔の建設費は、愛知県と名古屋市がそれぞれ2,000万円、名古屋鉄道などの名古屋の財界が4,000万円を出資している。さらにNHKが放送機材として4,000万円相当の鉄塔を現物で出資し、その方針に倣い中部日本放送（現・CBCテレビ）も同額で鉄塔を購入している。そのため、鉄塔にある展望台（90メートル）より上はNHK、それより下はCBCの持ち分になっている。
開業以来、NHK名古屋放送局（総合3ch・Eテレ9ch）、CBCテレビ (5ch)、東海テレビ放送 (1ch)、名古屋テレビ放送（メーテレ/11ch）のVHF4局5波がここから地上アナログテレビの電波を送信していた。いずれも2011年（平成23年）7月24日をもって、アナログ放送の終了に伴い停波した。
名古屋市中心部の繁華街に位置することなどもあり、一部放送局はお天気カメラを設置している。
2012年（平成24年）に名古屋市が主催した「第1回名古屋まちなみデザインセレクション」において、「セントラルブリッジから見た名古屋テレビ塔のライトアップ」が市民投票により1位に、その他にも「オアシス21『水の宇宙船』の上と、そこから見た名古屋テレビ塔」「名古屋テレビ塔とオアシス21」がまちなみデザイン20選（第1回）に選定された。
2022年、テレビ塔としては初めて重要文化財に指定されている。

## 構造
高さは180.0メートル、総重量3,300トン。地上90メートルにスカイデッキ（旧称：展望台）、同100メートルに金網で囲まれたスカイバルコニー（雨ざらし。旧称：展望バルコン）がある。どちらからも名古屋市街はもちろん、御嶽山や乗鞍岳、中央アルプス、白山、伊吹山や鈴鹿山脈、さらに条件が良ければ南アルプスの上河内岳などの眺望が楽しめる（展望階は有料）。3階にはレストランの他、娯楽コーナーや土産を販売するショップもある。
夜間にはライトアップが毎日日没30分前から深夜2時まで行われており、中でも特にセントラルパークからのレーザー光が目立つ。60周年のリニューアルに伴い2014年（平成26年）に設置されたLED照明によるライティング「煌」は、毎時0分に上から下へ、毎時30分に下から上へ、それぞれ光が流れるような仕組みになっている。
なお、地上デジタルテレビ放送はNHK・民放5局共に瀬戸市幡中町に新たに建設した瀬戸デジタルタワーを電波塔として利用している。その理由は既存の名古屋テレビ塔及び東山タワーが築50年及び30年以上経過しており、これらにデジタルテレビ用の送信アンテナを設置するには強度不足と判断されたためで、名古屋テレビ塔は2011年（平成23年）7月24日をもって電波塔としての役目を一旦終えた（東京タワーと違い、ラジオ局や業務無線のアンテナは設置されていない）。その後、2012年（平成24年）4月1日からスマートフォン向けマルチメディア放送の電波が送信され、再び電波塔としての役目を果たすことになったが、2016年6月30日をもって放送終了・停波している。
また、航空法51条及び51条の2により地上60メートル以上の塔や煙突は赤白塗装（昼間障害標識）が義務付けられているが、名古屋テレビ塔は同51条が制定される1960年以前に完成されたことや、名古屋テレビ塔株式会社初代社長の神野金之助の抵抗、最上部に航空障害灯を設置したことで切り抜けている。そのため、完成当初から銀色塗装となっている。テレビ塔は約7年おきに塗装の塗り替えを行っている。塗り替え費用は1回につき2億円で、下塗り2回・上塗り2回の計4回行う。上塗りの際には5トンの塗料が使われている。
2006年（平成18年）に行われた大改装により、これまで3階に設置されていたレストラン、娯楽コーナーや土産を販売するショップはなくなり、現在はレストランが入っている。4階にはギャラリーが設置され、30メートルの高さからの景色は見られなくなっている。
最上階展望スペース（100メートル地点）からエレベーターホール（30メートル地点）までは外側に設置された階段で昇降できるようになっており、「スカイウォーキング」として毎月決まった日に一般に開放されている（2006年（平成18年）の改装以前は常時開放されていた）。

## 歴史

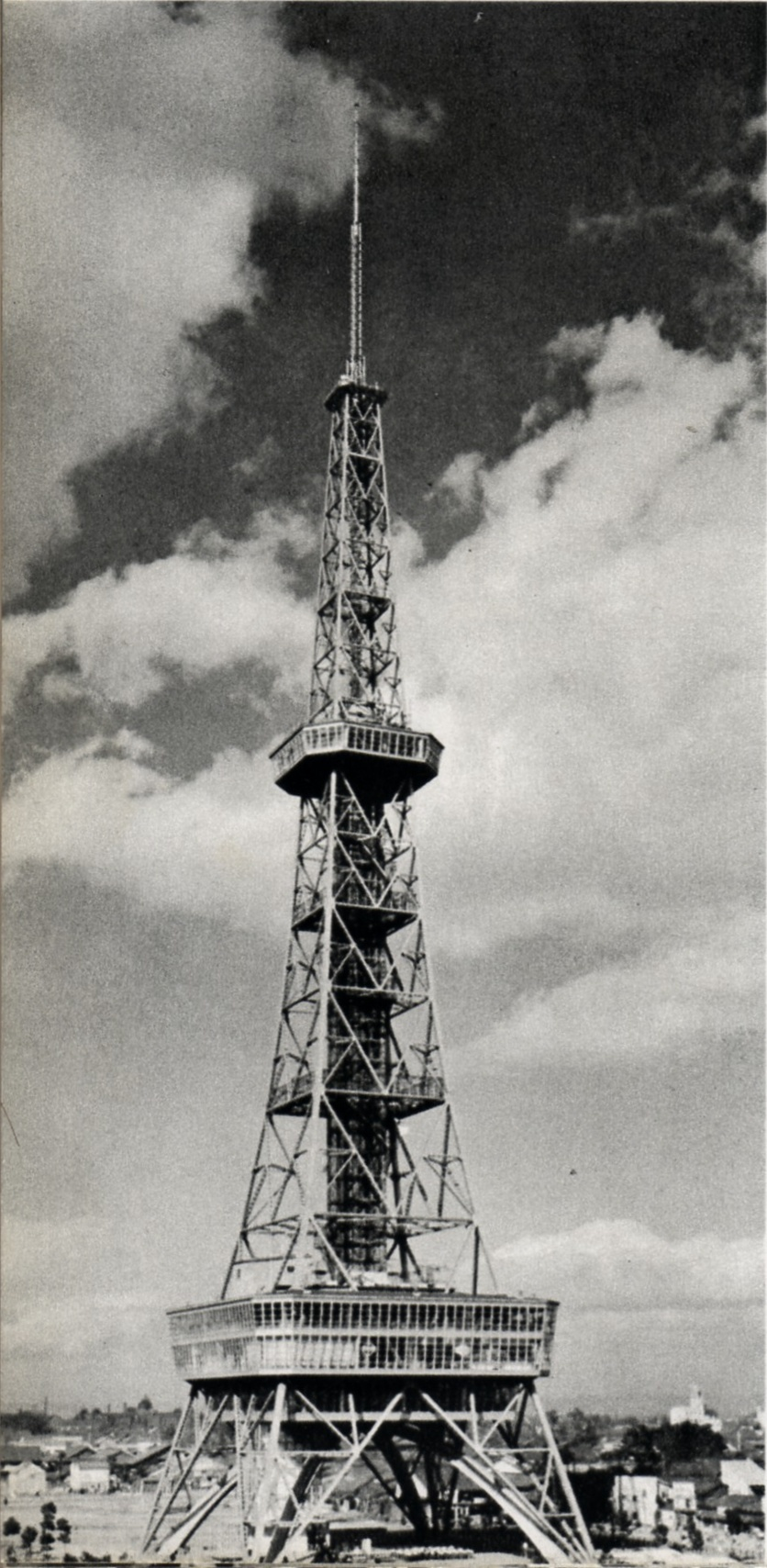
1961年ごろのテレビ塔

- 1953年（昭和28年）9月19日 - 着工[注 4]。
- 1954年（昭和29年）
  - 6月19日 - 完成。
  - 6月20日 - 開業。当時は東洋一の高さを誇る高層建築物であった[注 5]。
  - 8月22日 - NHK名古屋放送局が総合テレビジョンの放送をVHF5chで開始[14]。
- 1955年（昭和30年）4月5日 - 入塔者100万人達成[注 6]。
- 1956年（昭和31年）
  - 6月24日 - 展望階段を使ったクライミング競争を開催（後述）。
  - 9月1日 - NHK名古屋の周波数をVHF5chからVHF3chへ変更。
  - 12月1日 - 中部日本放送（CBCテレビ）がVHF5chで本放送開始。
- 1958年（昭和33年）12月25日 - 東海テレビ放送がVHF1chで本放送開始。
- 1961年（昭和36年） 3月27日 - NHK教育テレビジョン（現在のNHK Eテレ）の放送をVHF9chで開始[14]。
- 1962年 （昭和37年）
  - 4月1日 - 名古屋テレビ放送（メーテレ）がVHF11chで本放送開始。
  - 12月24日 - NHK-FMの実験放送開始（82.5Mc・3 kW）。当初は名古屋テレビ塔から送信し、総合テレビとアンテナを共用していた[14][16]。
- 1964年（昭和39年） - 入塔者1,000万人達成。
- 1968年（昭和43年） - 地上100メートルの展望バルコン完成。
- 1969年（昭和44年）3月1日 - NHK-FMの本放送開始[14]。
- 1971年（昭和46年）3月26日 - NHK-FMの送信所を東山タワーに移転する[17]。
- 1973年（昭和48年） - ナイフ男が現れ、3人が重軽傷を負う騒ぎが発生。
  - 同年、NHK岐阜放送局及び津放送局が相次いで総合テレビの県域放送を開始したことに伴い、NHK名古屋総合も県域放送扱いとなったが、これにあたってスピルオーバー対策（出力減力や放送パターンの変更など）は特に行われなかった[注 7]。
- 1989年（平成元年） - ライトアップ開始。
- 1998年（平成10年） - 入塔者3,000万人達成。
- 2003年（平成15年） - デイトレードで儲けた男性がテレビ塔の展望台から紙幣をばら撒く事件が発生（名古屋ドル紙幣ばら撒き事件）。
- 2005年（平成17年）7月12日 - 文部科学大臣により「国土の景観に寄与しているもの」[注 8]として、国の登録有形文化財（第23-0188号）に登録[20]。
- 2006年（平成18年） - レストランや土産売場があったフロアを改装し、名古屋を基盤としたレストラン「ゼットン」が入居。名古屋の名所や放送文化を紹介するコーナーも設置。
- 2008年（平成20年） - NPO法人地域活性化支援センターが主催する恋人の聖地に認定される。
- 2011年（平成23年）
  - 7月24日 - アナログ放送終了。
  - 12月7日 - 1回目のアナログアンテナの撤去工事が開始された[21]。
- 2012年（平成24年）

  - 4月1日 - マルチメディア放送・NOTTVが本放送開始。テレビ塔での新規放送開始は1962年（昭和37年）同日の名古屋放送以来50年ぶり。
- 2014年（平成26年）
  - 6月19日 - ライトアップ照明を1万1,000個使用したLED照明に切り替え、この日点灯式が行われる。新しいライトアップの名称は「煌」（きらめき）。
  - 6月20日 - 開業60周年。当日は開業当時と同じ50円で展望台に入ることができ、3,000人が入場した。
- 2016年（平成26年）6月30日 - マルチメディア放送・NOTTVが放送終了。
- 2019年（平成31年）1月7日 - 耐震工事及び施設リニューアルのために休業[22][23]。
- 2020年（令和2年）
  - 2月 - 免震装置の据え付け（4カ所に各7台）が上旬に完了し、25日に報道各社へ公開[24]。　
  - 9月18日 - リニューアルオープン[22][23][25]。
  - 10月1日 - 4階・5階にホテル「THE TOWER HOTEL NAGOYA」が開業。
- 2021年（令和3年）5月1日 - 中部電力との施設命名権（ネーミングライツ）を締結したことにより、呼称を「中部電力 MIRAI TOWER」（ちゅうぶでんりょくミライタワー）とした[4]。
- 2022年（令和4年）
  - 10月12日 - 文化審議会が名古屋テレビ塔など9件の建造物を重要文化財に指定するよう文部科学相に答申した[10]。テレビ塔の重文指定は初となる[10]。
  - 12月12日 - 国の重要文化財に指定[3]。

### クライミング競争
1956年（昭和31年）6月24日に松下電工（現・パナソニック）主催で展望階段を利用したクライミング競争が行われ、60人が参加したが、途中で酸欠者、ゴール後に倒れ込んで嘔吐をする者が続出したため、医者からドクターストップがかかり、以降行われることはなかった。
そのクライミング競争で優勝したのは、当時21歳の青年だった近藤陽洲で、後に彼は2010年（平成22年）にマレーシアのクアラルンプールで行われたアジア・マスターズ陸上において、ハンマー投・砲丸投・円盤投・やり投の4種目のいずれも75 - 79歳の部で優勝しており、このうち砲丸投げに関しては2013年（平成25年）3月末時点で「M75クラス」における日本記録、そしてアジア記録の保持者となっている。現在はモデルとしても活動している。
なお、前回から65年を経た2021年（令和3年）9月11日に「中部電力 MIRAI TOWER スカイラン」としてクライミング競争が行われた。

## アナログテレビ放送送信施設一覧
（過去）
| チャンネル | 放送局名             | コール サイン | 空中線 電力         | ERP                    | アンテナの位置                                    |
| ---------- | -------------------- | ------------- | ------------------- | ---------------------- | ------------------------------------------------- |
| 1ch        | THK 東海テレビ放送   | JOFX-TV       | 映像10kW/ 音声2.5kW | 映像105 kW/ 音声26 kW  | NHK名古屋Eテレ・NBNと同じ高さ （地上135メートル） |
| 3ch        | NHK 名古屋総合       | JOCK-TV       | 映像10kW/ 音声2.5kW | 映像58 kW/ 音声14.5 kW | 先端最上部 （地上178.7メートル）                  |
| 5ch        | CBC 中部日本放送     | JOAR-TV       | 映像10kW/ 音声2.5kW | 映像92 kW/ 音声23 kW   | NHK名古屋総合のすぐ下 （地上170メートル）         |
| 9ch        | NHK 名古屋教育       | JOCB-TV       | 映像10kW/ 音声2.5kW | 映像120 kW/ 音声30 kW  | NBNと背中合わせ （地上135メートル）               |
| 11ch       | NBN 名古屋テレビ放送 | JOLX-TV       | 映像10kW/ 音声2.5kW | 映像115kW/ 音声29 kW   | NHK名古屋Eテレと背中合わせ （地上135メートル）    |

放送対象地域はNHK名古屋総合が愛知県、教育が全国放送。CBC・THK・NBNは中京広域圏（東海3県）。
放送エリアは東海3県の愛知・岐阜・三重の各県。また、受信感度は劣るものの、静岡県西部地方の一部（浜松市や磐田市など）にも届いていたことがあった。また、岐阜県飛騨市の流葉地区にある神岡流葉中継局が140キロメートル以上離れているテレビ塔から放送波を直接受信してUHF波に変換していた。
アンテナ設置当時、NHK総合とCBCとでどちらが最上部に設置するのかで係争になった経緯がある。アナログのテレビ放送は周波数の高い方が波長が短くなり、アンテナの構造も軽くなることから、本来ならば5チャンネルを取得したCBCが上、3チャンネルで実験放送をしていたNHK総合が下になるはずだが、NHKはテレビ塔建設をリードしたことを理由にCBCが上になることを譲らなかった。そのため神野は当時CBC常務でテレビ塔設立委員でもあった小嶋源作を設立委員から外し、NHK総合が最上部・CBCがその下になることを一気に決めたとされる。以上の経緯から、CBCは強度のあるアンテナを開発せざるを得なくなり、設計面では円柱から四角柱への変更、さらに技術的な面では電波の死角をなくすための対策などの苦労を重ねた末、国産第1号のアンテナの開発に成功している。このアンテナ係争によって最上部がスマートでなくなってしまったため、設計者の内藤は「君らは何でもかんでもくっつけて…」とおかんむりだったという。
全局が2011年（平成23年）7月24日に停波、同日をもって全て廃止された。

## マルチメディア放送送信設備
（過去）
アナログ放送終了後、しばらく停波していたが、アナログ用の送信設備を外し、新たにジャパン・モバイルキャスティングを基幹会社としたスマートフォン向けのマルチメディア放送のアンテナを据え付け、mmbiのNOTTVが2012年（平成24年）4月1日より放送を開始した。なお、NOTTVは2016年（平成28年）6月30日にサービスを終了した。
| 214.714286 | Jモバ名古屋MMH | 25kW | 165kW | 愛知県・三重県の各一部 | 約343万7000世帯 | 2012年 4月1日 |
| 214.714286 | Jモバ名古屋DTV | 25kW | 165kW | 愛知県・三重県の各一部 | 約343万7000世帯 | 2015年 4月1日 |

## 展望台料金
いずれも大人料金（高校生以上）

### 現在
- 1,300円（2022年12月1日 - ）[33]

### 過去
- 1954年 - 1967年：50円[注 13] - 2014年（平成26年）6月20日の開業60周年の時もこの料金だった。
- 1967年 - 1978年：100円
- 1978年 - 1997年：400円
- 1997年 - 2006年：750円
- 2006年 - 2014年：600円（テレビ塔の歴史の中で初めて値下げされている）
- 2014年 - 2019年：700円（2016年は期間限定で料金変動あり）
- 2020年 - 2022年：900円

## 存廃問題
名古屋テレビ塔は、2011年（平成23年）7月24日のアナログテレビ放送終了に伴い、電波塔としての役割を一旦終えた。地デジ化によるアナログ放送の停波後は（2011年（平成23年）までの）年間3億円の収入のうち、約3割に当たるテレビ局のアンテナ設置料などの収入1億円が入らなくなることや、現・名古屋テレビ塔株式会社社長の大澤が就任した2003年（平成15年）には名古屋テレビ塔株式会社は倒産寸前だったこと から、厳しい運営状況に陥ることが予想されていた。
さらなる収入確保のために、アナログ放送機器スペースを撤去することで生じるスペースを飲食店や物販店へと転換するリニューアル計画（2011年（平成23年）夏の着工、2013年（平成25年）の完了の目標）を策定した。事業費の35億円のうち、耐震改修費の15億円は「民間での資金調達では限界」という理由で出資者である愛知県と名古屋市に対して公的支援を求めた。同市は「税金（公的支援）投入は市民の理解が必要」として回答せず、2011年（平成23年）6月16日の会社役員会の際は基本計画の延長及び規模の見直しを求めた。名古屋テレビ塔株式会社常務の若山宏常は「（この計画が承認されない場合、）行政・市民の支えがなければ存続は難しく、解体もあり得る」と発言している。なお、テレビ塔が解体されると仮定した場合、14億円かかるとされた。
最終的に出資者（株主）である名古屋市の河村たかし市長は2011年（平成23年）6月の定例議会で存続することを明言し「市長としてテレビ塔を取り壊すつもりはない。久屋大通公園を含め、名古屋のシンボルとして大いに盛り上げていきたい」と発言した。しかし公的資金の投入に対しては否定的で、民間の買い上げを望んでいる。また「テレビ塔を学生にプレゼントし、周辺の道路を閉鎖して毎週学園祭を行えばいい。」とも発言している。
当時、テレビ塔の次回の塗り替え（2012年〈平成24年〉の予定）が迫っており、アナログ放送終了後の収入が不明瞭な点と存廃問題で行われるか否か不明であったが、同年4月1日から開始のマルチメディア放送の送信所として、再び活用されることとなった。
同年12月20日、名古屋市に本社があるポッカサッポロフード&ビバレッジ株式会社などは、テレビ塔の耐震改修工事費用を支援するための清涼飲料水の自動販売機を展望階に設置した。利益の一部がテレビ塔に寄付される他、飲料を買わずに寄付することのみも受け付けている。この自動販売機はテレビ塔以外でも設置されている。
2019年（平成31年）1月7日には耐震工事及び抜本的なリニューアルのために休業し、内部にはホテル施設も設営されることから「テレビ塔」からの改称も検討された。2020年（令和2年）7月にリニューアルオープンする予定であった。しかし、新型コロナウイルス感染症の影響により工事が遅れ、オープンは同年9月18日となった。
全面改装に合わせて、同年9月1日に新設されたホテルの名称は「ザ タワーホテル名古屋」と決まり、2階にレストランやカフェ、3階にカフェや土産店、VRのシアターが入り、4階に30平方メートルの一般客室が13室と高級レストラン、5階に約80平方メートルのスイートルームが2室、60平方メートル超のフィットネスジムが入る。スイートルームはウッドデッキテラスを備え、4階の一般客室の装飾や照明にも有松絞や名古屋友禅を取り入れられている。2階に披露宴やセミナーに使えるバンケットルーム、1階のカフェのみ7月から営業を開始した。

## 他のタワー（電波塔）との比較
- 名古屋テレビ塔（1954年竣工、高さ180.0メートル）
- さっぽろテレビ塔（1957年竣工、高さ147.2メートル）
- 別府タワー（1957年竣工、高さ100.0メートル）
- 東京タワー（1958年竣工、高さ333.0メートル）
- 東京スカイツリー（2012年竣工、高さ634.0メートル）

## 名古屋テレビ塔が登場する作品
下記の3本はいずれもモスラに関する映画
- モスラ対ゴジラ - 四日市から出現したゴジラが誤って尻尾を塔に引っかけてしまい、そのまま崩壊させる。
- ゴジラvsモスラ - 市街地に侵入したバトラが角の力で破壊する。
- モスラ3 キングギドラ来襲 - 上空に飛来したキングギドラが翼を激突させ破壊する。
- 大日本人
- 終わりのセラフ - 名古屋決戦編で早乙女与一による狙撃に使われた。

## ギャラリー

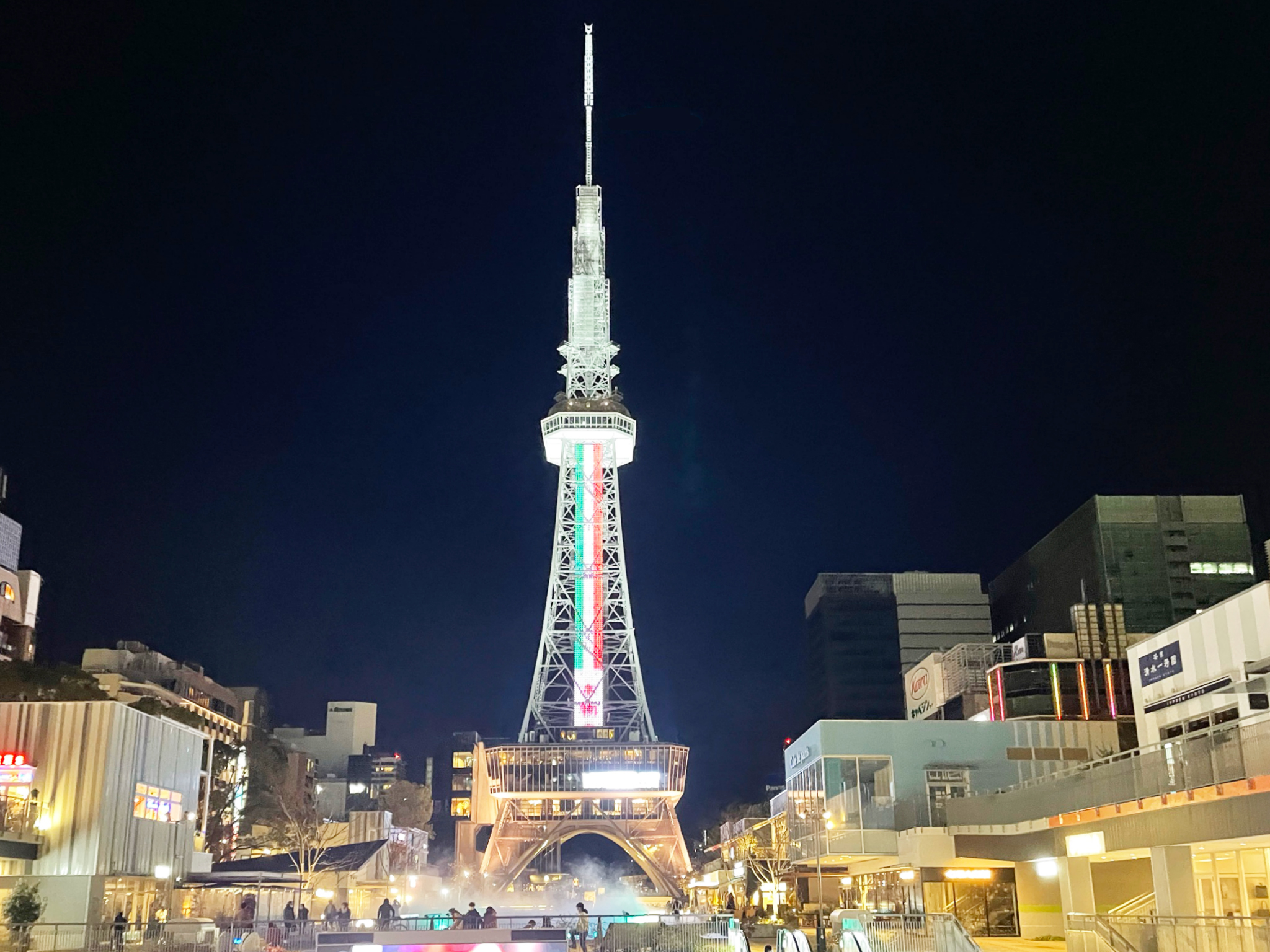
ライトアップ （2021年（令和3年）12月）
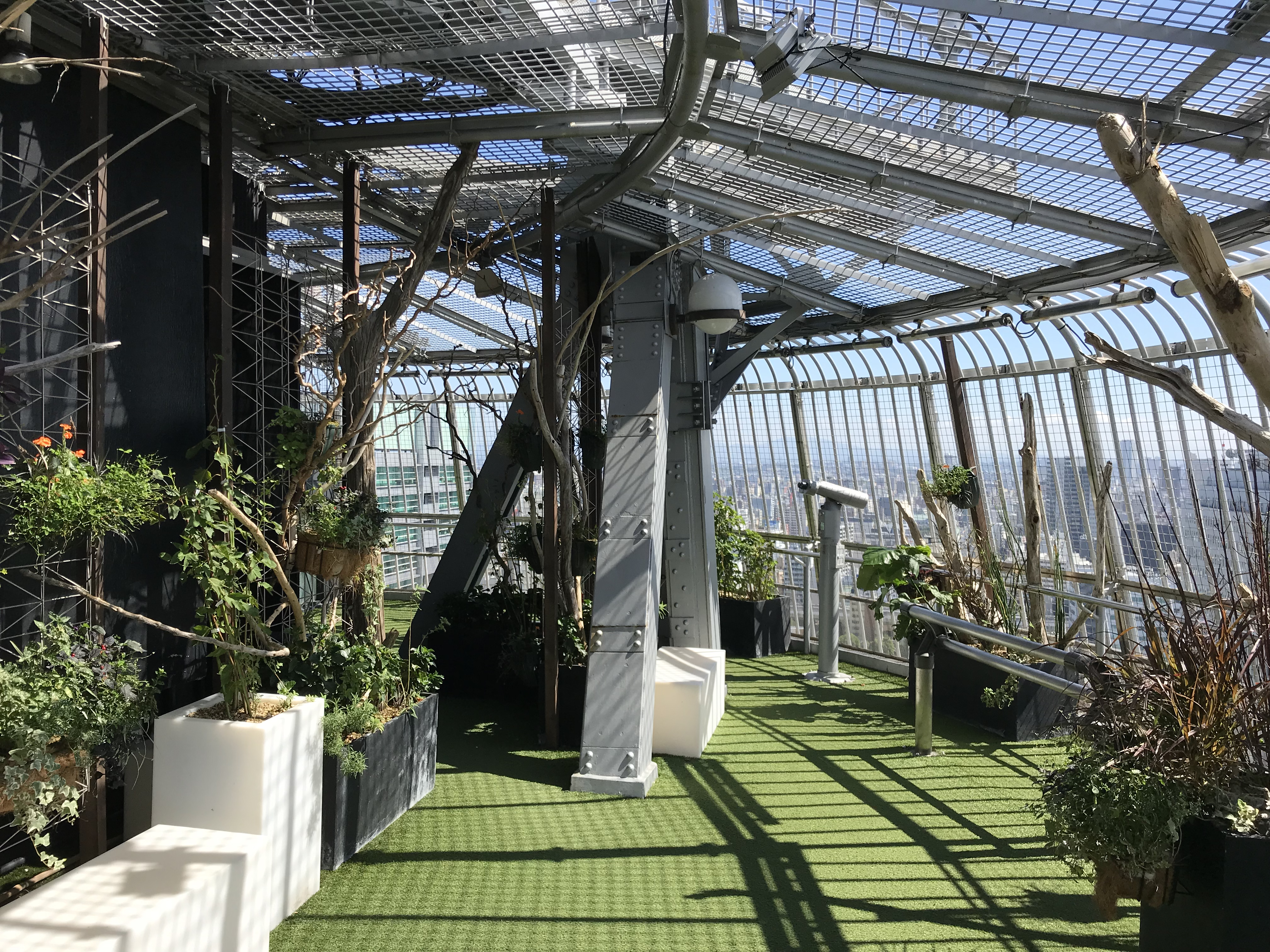
最上階にある展望台 （2018年（平成30年）9月）
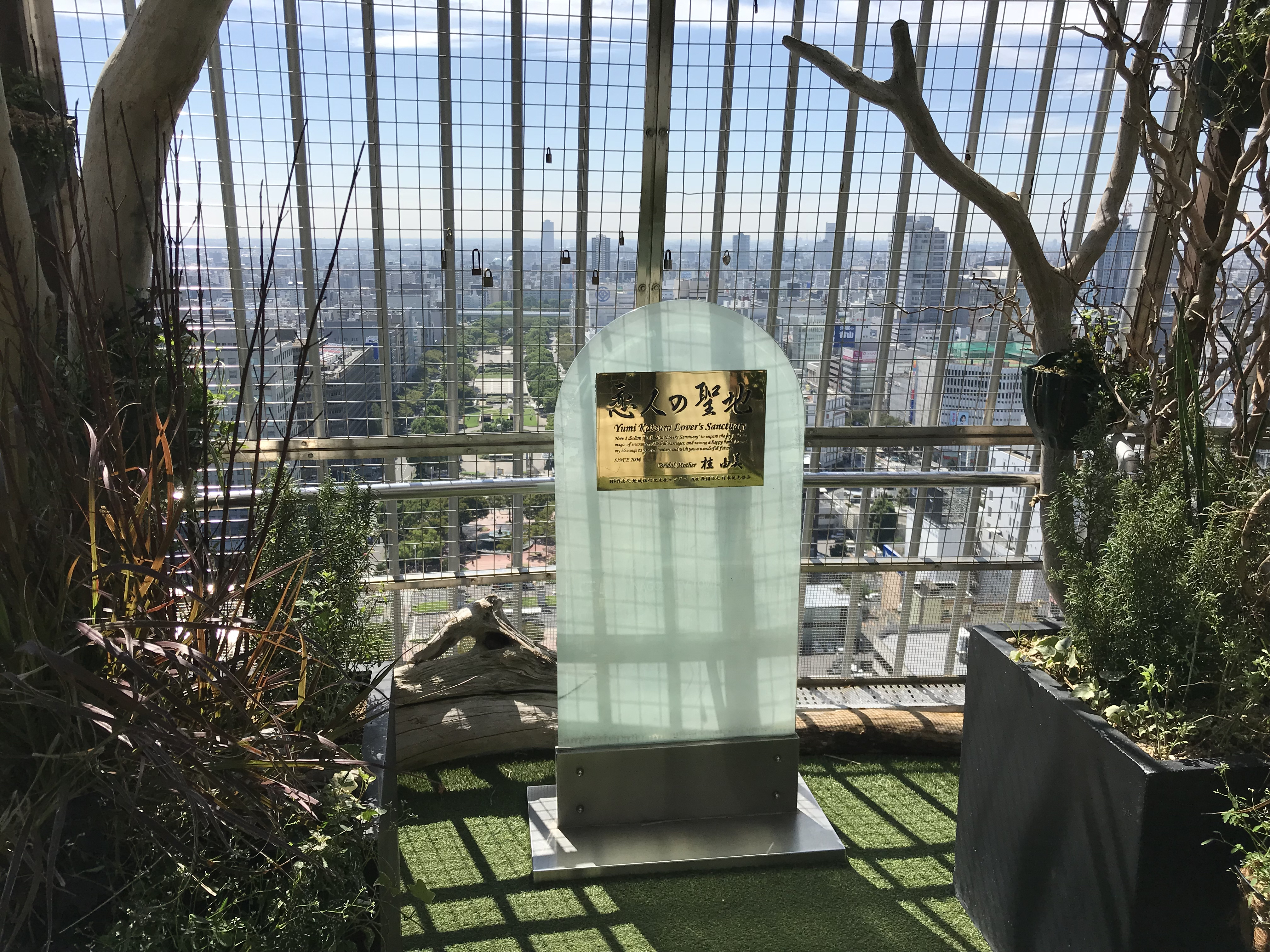
恋人の聖地の認定記念碑 （2018年（平成30年）9月）
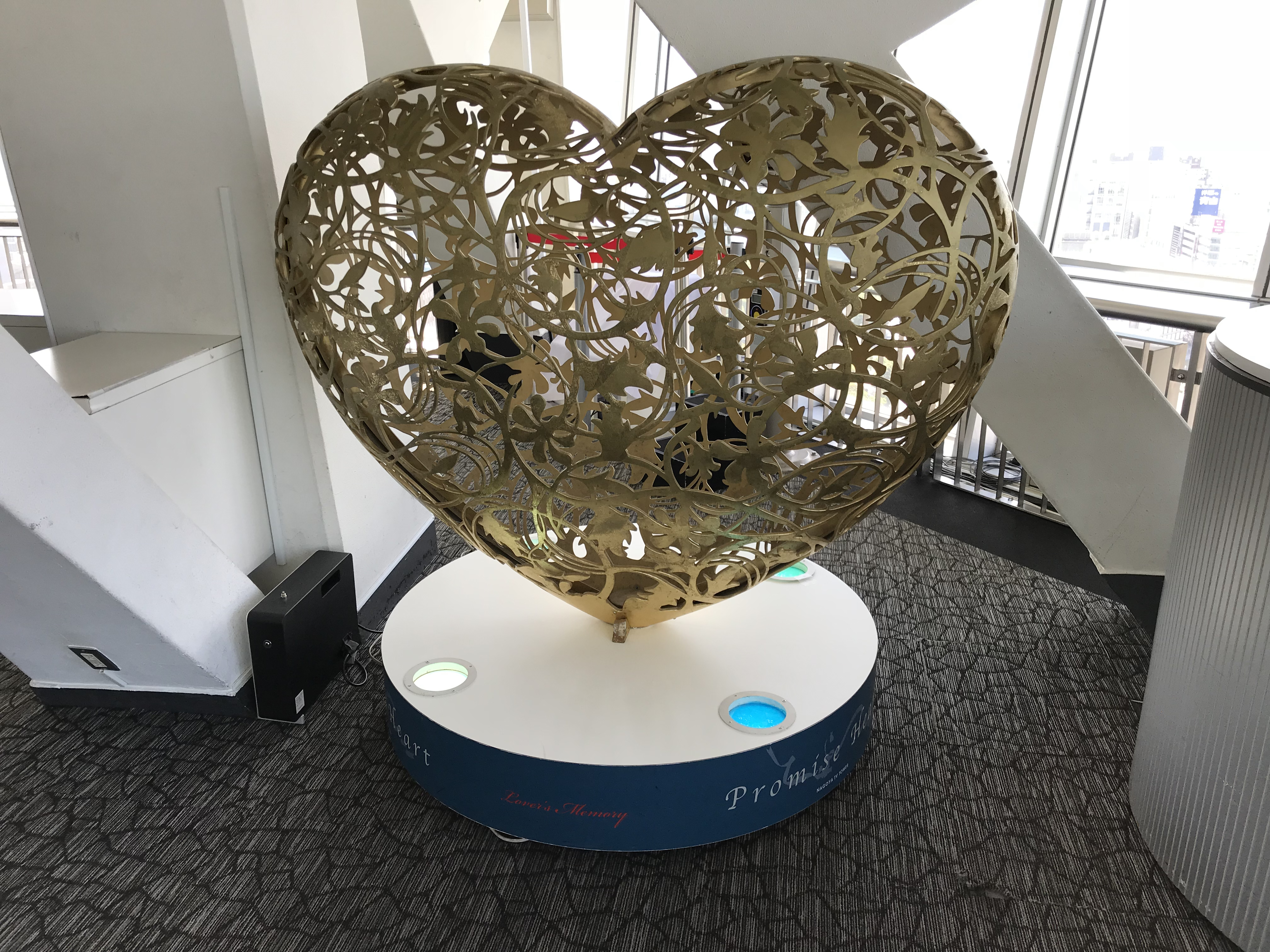
塔内に展示されたハート型のオブジェ「Promise Heart」 （2018年（平成30年）9月）

## 名古屋テレビ塔株式会社
名古屋テレビ塔株式会社とは、愛知県名古屋市中区に本社を置く第三セクター企業である。1953年（昭和28年）7月1日に設立された。
名古屋テレビ塔の管理・運営やイベントの開催、土産品などの販売を行っている。

### 概要
- 商号：名古屋テレビ塔株式会社（英文社名: Nagoya TV Tower Corporation.）
- 設立：1953年7月1日
- 代表取締役社長：大澤和宏
- 資本金：8,000万円

## その他
名古屋テレビ放送（NBN・メーテレ）は開局当初から中区の名古屋市営地下鉄名城線東別院駅前にある局舎に移るまで、テレビ塔の一室を借りて放送していた。
後に開局した東海テレビ放送（THK）が中部日本放送（現・CBC-TV）の送信所で研修を受けたという逸話がある。また、日本初の集約電波塔という側面があるため、NHK・CBC・東海3局の仲は良好だったという。この際に生まれた共有精神が、名古屋の地上波のテレビ局・ラジオ局の合同番組やイベントに生かされているという側面も持っているとされる。
2020年（令和2年）に新型コロナウイルス感染症が蔓延した際には、夜間のライトアップを信号機の色に見立ててオレンジ（注意）にしたり、感染者数が多くなった場合は赤（危険）にするなどの演出を行った。